# ملک یوبا
ملک یوبا (انگلیسی: Malik Yoba؛ زادهٔ ۱۷ سپتامبر ۱۹۶۷) یک بازیگر سینما اهل ایالات متحده آمریکا است. وی از سال ۱۹۹۳ میلادی تاکنون مشغول فعالیت بوده‌است.
از فیلم‌ها یا برنامه‌های تلویزیونی که وی در آن نقش داشته است می‌توان به رقابت سرد و صورت آبی اشاره کرد.